# Circuito Centauro de Duplas de Tênis
O Circuito Centauro de Duplas de Tênis (Campeonato Sul do Brasil) é um torneio de duplas de tênis realizado no Brasil. Foi criado em 2009, possuindo quatro etapas ao longo do ano nas cidades de Curitiba, Blumenau, Porto Alegre e Florianópolis. É jogado por tenistas de categorias amadoras e profissionais.
O torneio reforçou o desenvolvimento do esporte brasileiro, que teve como principais atletas nos últimos anos os tenistas Bruno Soares, André Sá e Marcelo Melo. Respectivamente, 15°, 26° e 28° melhores duplistas do ranking da Association of Tennis Professionals (ATP).
O torneio foi idealizado e é organizado pela Sportion Marketing e Esporte.